# チャークイティオ
チャークイティオ (英語・マレーシア語: Char kway teow, 繁体字:炒粿條, 簡体字: 炒粿条) は、マレーシア、シンガポール、ブルネイ、インドネシアで一般的なライスヌードル料理。とりわけマレーシアやシンガポールでは国民食ともされている。中国語表記である炒粿條とは、"かき混ぜて炒めた紐状の米餅"といった意味である。
チャークイティオは、およそ0.5センチメートルから1センチメートル幅の平たいライスヌードルである河粉 (官話:hé fěn、タイ語ではクァイティオ)、薄口醤油か濃口醤油、唐辛子、少量のシュリンプペースト、エビ (prawn) 、殻を外したアカガイ (blood cockle) 、モヤシ、ぶつ切りにしたニラを、高温でかき混ぜながら炒めて作る。この料理は、タマゴ、スライスした中国ソーセージ、フィッシュケーキとともにかき混ぜて炒めるのがより一般的であるが、他の具材を使用する場合もある。チャークイティオは、伝統的にはブタの脂身で炒め、ブタのラードによるカリカリのクルトンを付け合せ、皿に敷いたバナナの葉の上に盛り付けるのが、一般的である。
チャークイティオは、飽和脂肪酸を多く含んでいるため健康的ではない、との評判がある。しかし、初めてこの料理が発明された時は、主に労働者向けに提供されていた。脂肪分が高くて低価格なこの料理は、安価なエネルギー源であり栄養源でもあるため、人びとを魅了している。この料理が初めて作られたころ、農夫、漁師、海女たちが家計を支えるために夕方からホーカーセンターに立ってチャークイティオを提供した。

## 語源
"チャークイティオ" (char kway teow) という言葉は、閩南語 (あるいは福建語) における 漢字表記の炒粿條の音訳で、chhá-kóe-tiâu と発音される。粿條 (kóe-tiâu) という単語 (文字通りの意味としては"紐状の米餅") は、一般的には河粉を指すが、これは西マレーシアやシンガポールではよく用いられる食材である。他方、東マレーシアでは、スライスされた紐状の米餅がこの料理のために使用される。
炒粿條の発音は chhá-kóe-tiâu が広く普及しているものの、アルファベット表記は"char kway teow"、"char kueh teow"、"char kueh tiao"など多様である。
この料理の人気と広東語話者が住む地域の拡大を背景に転訛が発生、'炒粿條'"が広東語では"炒貴刁"となっている。この発音は、広東語ではcaau2 gwai3 diu1、普通話ではcháo guìdiāo となる。この漢字表記では、"貴"と"刁"のいずれも何らかの意味がある表記 (表意文字) ではなく、ビン南語の"粿條"と似た発音をする広東語と普通話の文字が充てられている (表音文字) 。

## バリエーション

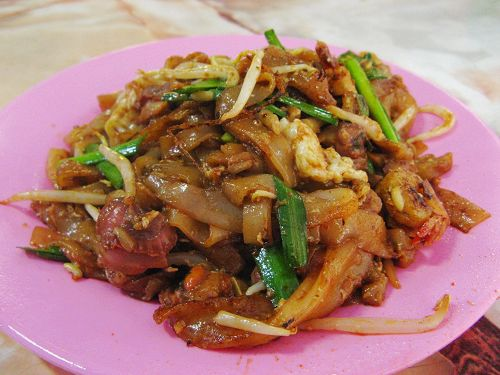
チャークイティオ

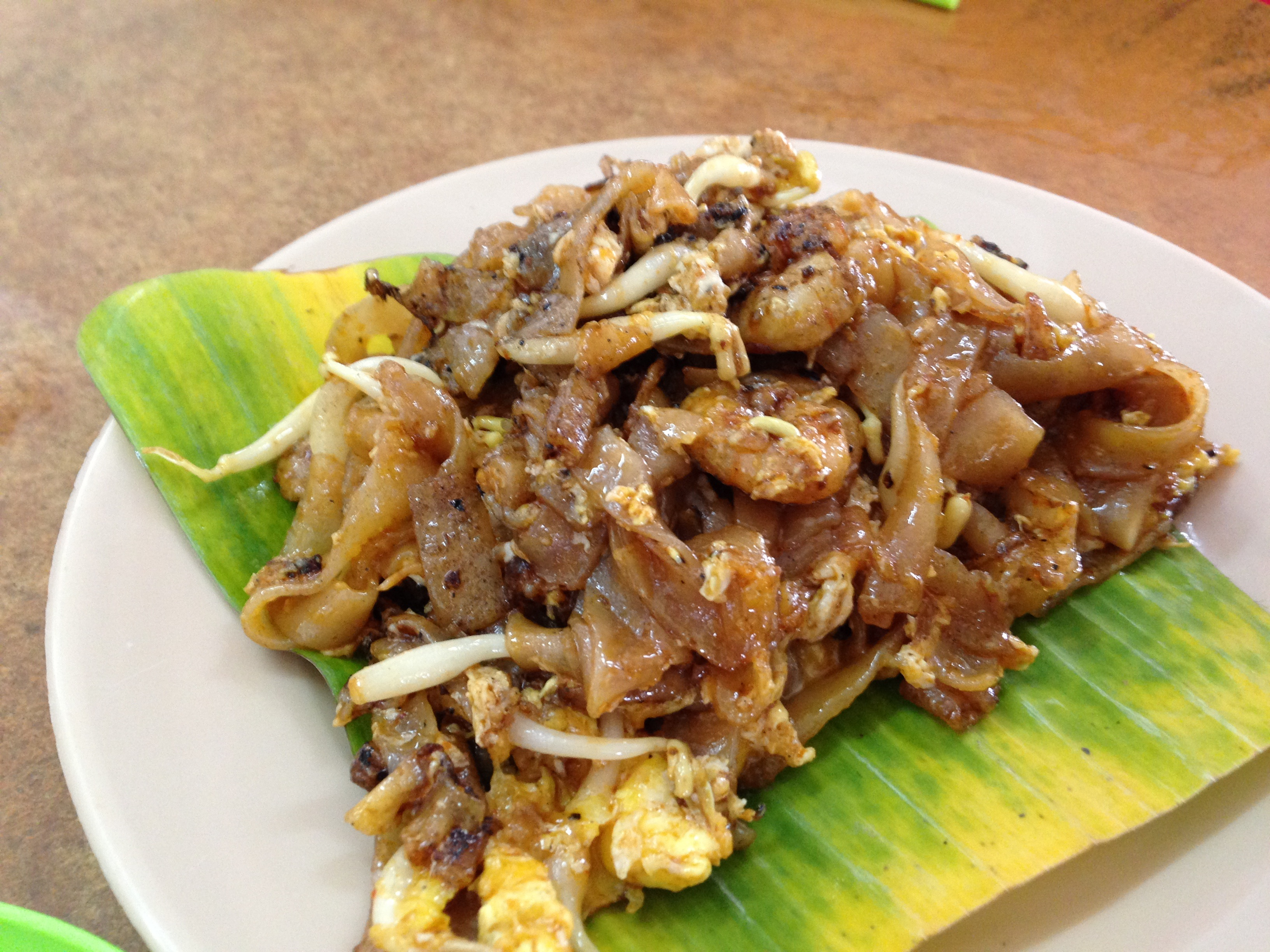
ペナン・チャークイティオ

料理の人気が高まるにつれて多くの料理人が、ニワトリやガチョウのタマゴ、タマネギ、ニンニク、エビ、アカガイ、中国ソーセージ、チャイブなどの具材の中から何かを選ぶとともに、基本的に共通する食材である紐状の米餅やコメの平麺を炒めることで、独自の解釈を加えたチャークイティオを登場させている。
過去においては、タマゴを使用せず (ただしリクエストには応じた) ブタの脂身でかき混ぜて炒めたチャークイティオが一般的であった。近年では、通常の食用油が健康上、宗教上の理由から一般的に使用されるとともに、タマゴもこの料理の標準的な具材となってきている。
チャークイティオのバリエーションのうちイスラム教徒によるものは、ブタの脂身は使用されず、特別な醤油やスパイス、幅の広い河粉が使用される。ベジタリアン向けのバリエーションでは、タマゴを使用するものもあれば、使用しないものもある。
イポーやペナンの食通向けチャークイティオのバリエーションでは、シーフードやカニの身、ガチョウのタマゴをふんだんに使って作られる。
チャークイティオは、オーストラリアやニュージーランドでは持ち帰り食品として人気がある。
ミャンマーでのバリエーションとしては、ベイ・カッチーカイ (「ベイのハサミ切り」の意味) が存在する。これは、ベイ ("Baik"はビルマ語の発音) を中心とする南部沿岸地域や、この国最大の都市であるヤンゴンで人気がある。この料理は、シンガポールやマレーシアのクイティオと比べてペッパーやシーフードをふんだんに使用している。コメの麺は幾分細く、茹でたイエロー・ピー (豆の一種) 、モヤシ、イカ、エビ、タマネギ、濃口の甘い醤油とともに混ぜて炒める。炒めた後は麺をハサミで切る (ビルマ語のkut kyaeに相当) が、このことが名前の由来となっている。
アメリカにあるカフェ・アジア (Cafe Asia) というチェーン店のような多くの多国籍料理レストランでは、この料理は"'グウェイティアオ"' ("'Gway Tiao"') という名称で提供されている。
香港にある多くの東南アジア料理のレストランでは、チャークイティオは本来東南アジア華人を起源とするにもかかわらず、マレー料理として提供されている。香港で提供されているチャークイティオはまったく異なる料理である。つまり、中国式のコメの平麺を、エビ、チャーシュー、タマネギ、モヤシでかき混ぜて炒めてカレーで味付けをするため、明るい黄色となる。一部の地域では、"炒貴刁"を音訳した「揚げた良い渓谷」 (Fried "Good Dale") として知られている。
インドネシアでは、似たような料理がクイティオ・ゴレン (インドネシア語で炒めたコメの平麺の意味) の名前で知られており、中華料理店やワルンのような道端、ホーカーセンターの屋台などで提供される。インドネシア版であるクイティオ・ゴレンは、ケチャップマニス(甘い醤油)をふんだんに使用しているためマイルドに甘く、サンバルを調味料として用いているのでよりスパイシーで強い味わいをしており、油っこくなく、インドネシアのイスラム教徒の人口が多数派であることに合わせてそのほとんどがラードや豚肉を使用しないハラールであり、通常は牛肉や鶏肉が使われる。しかしながら、インドネシアの一部の中華料理店では、イスラム教徒以外の顧客に豚肉やブタの脂身を用いたものが提供される。
ベトナム料理では、hủ tiếu xàoという名前のよく似た混ぜて炒めた麺料理がある。タイ料理には、パット・シ・イウと呼ばれる独自のバリエーションがある。
シンガポールでは、伝統的なチャークイティオがホーカーセンターでみつけられる。これらは、多くの野菜を使いつつ油の使用を抑えているのでより健康的である。その上青物野菜やモヤシによって歯ごたえが出るため、チャークイティオを他の料理とは異なる独特なものにしている。シンガポールでみられるこのバリエーションは、オーストラリアにてシンガポール人の人口が多いパースや西オーストラリアでもよくみられる。